# Суринам на летних Олимпийских играх 1988
Суринам принимал участие в Летних Олимпийских играх 1988 года в Сеуле (Корея) в шестой раз за свою историю, и завоевал одну золотую медаль. Сборную страны представляли 2 женщины. Это первая золотая олимпийская медаль Суринама.

## Золото
- Плавание, мужчины, 100 метров, баттерфляй — Энтони Нэсти.